# بيرت ميتزجر
بيرت ميتزجر (بالإنجليزية: Bert Metzger)‏ هو لاعب كرة قدم أمريكية أمريكي، ولد في 31 يناير 1909 في شيكاغو في الولايات المتحدة، وتوفي في 7 مارس 1986 في هينديل في الولايات المتحدة.